# Hedwig von Lölhöffel
Hedwig von Lölhöffel geb. von Olfers (* 29. April 1913 in Thorn; † 28. Dezember 1986 in München) war eine deutsche Schriftstellerin aus Ostpreußen.

## Leben

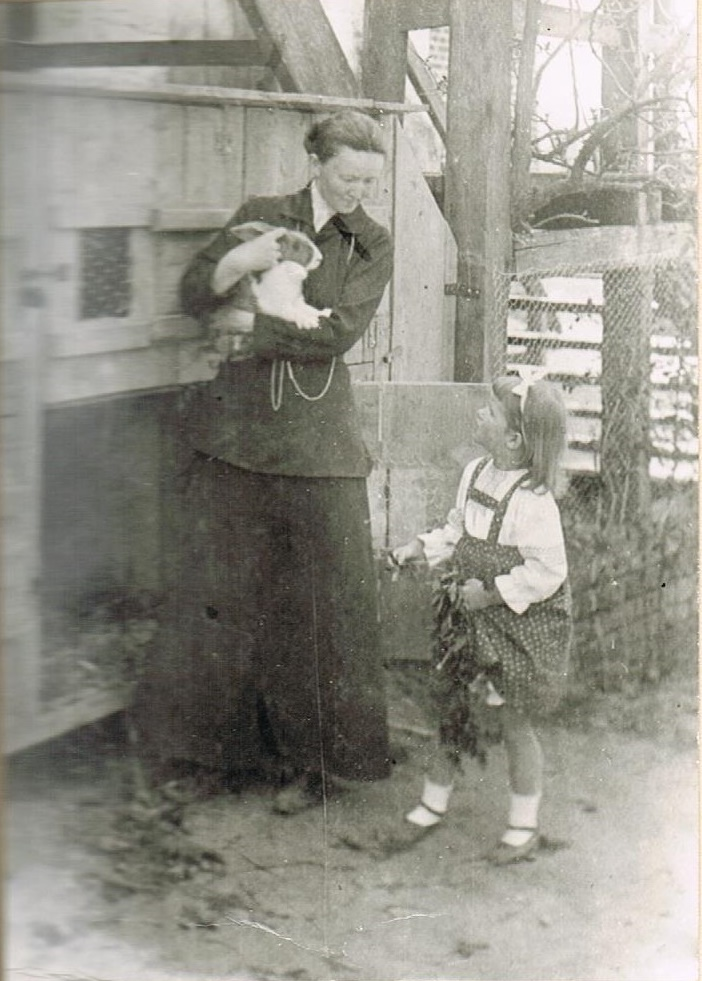
Erminia v. Olfers-Batocki mit Töchterchen Hedwig auf Tharau (1916)

Hedwig war Tochter der Mundartdichterin Erminia von Olfers-Batocki und des damaligen Zollassessors  Johannes (Hans) von Olfers (1878–1945).
In Königsberg i. Pr. und Tharau aufgewachsen, übernahm sie 1935 vom Onkel, Rittmeister d. R. a. D. Manfred Tortilowicz von Batocki, Gut Tharau im Kreis Preußisch Eylau. Dort erlebte sie den Ersten Weltkrieg. Als Schülerin in Quednau wurde sie im April 1920 durch das (zweite) Explosionsunglück in Rothenstein (Königsberg) schwer verletzt. Die Oberschule Seydel und die nachfolgende Körte-Schule (Königsberg) verließ sie ohne Abschluss. 1930/31 verbrachte sie das Maidenjahr an der Reifensteiner Schule in Metgethen. Sie absolvierte Lehrgänge für Gartenbau in Condehnen und Tharau, für Weben in Rippen. Sie beteiligte sich an der ostpreußischen Kulturarbeit der Mutter, besonders im Laienspiel. Sie sang in Chören und engagierte sich in der Jugendbewegung. Mit den Eltern verbrachte sie zwei Jahre in Thüringen. 
Zu Gut Tharau gehörten Mitte der 1930er Jahre 1.088 ha Land. Den Gutsbetrieb leitete der Verwalter Hr. Dyck leiten. Zum Gutsareal Tharau gehörten Tharau und die Vorwerke Augustenhof, Braxeinshof, Luisenhof und Waldhaus Gröbensbruch.
Am 10. Mai 1943 heiratete sie im Schloss Charlottenburg Erich von Lölhöffel. Der Ehe waren vier Kinder beschieden. Auf einem Schiff floh sie am 26. Januar 1945 aus Königsberg. Am 6. Februar 1945 erreichte sie Brunsbüttelkoog. 
Über Ostholstein kam sie zu Verwandten ihres Mannes in Bad Harzburg. 1951–1957 musste sie mit ihrer sechsköpfigen Familie und viel Besuch in einer engen Sechszimmerwohnung in Hannover zurechtkommen. Schulferien verbrachte sie alljährlich an der Ostsee, dann auf Langeneß. Sie schrieb Hörspiele. In Ulm lebte sie im 14. Stock eines Hochhauses. 1964 konnte sie eine Mietwohnung in Schwabing, dann ein  eigenes Haus in Daglfing beziehen. Ihr Mann starb 1971. Eine Rheumatoide Arthritis fesselte sie 20 Jahre ans Bett. 1973 erhielt sie den Kulturpreis der Landsmannschaft Ostpreußen. Auf einem Auge erblindet, lebte sie mit einer Tochter und einer Enkelin in Daglfing. Sie starb im 74. Lebensjahr und wurde am 2. Januar 1987 im Familiengrab in Bad Harzburg beigesetzt.

## Werke
- Märchenspiele 
  - Goldmarie und Pechmarie
  - Die Gänsemagd
  - Die Sehnsucht
- Das Spiel vom guten Königsmantel, Singspiel.
- De dree ole Wiewerkes on dat Kuckelke, Figurenschattenspiel (nach 1945)
- Pif Paf Poltrie, Singspiel für Kinder
- Mein Pegasus ist ein Kunterchen, Lebenslauf ihrer Mutter
- Unser Tharau, Dorfchronik
- Tharau liegt woanders. Ein Lied, ein Dorf und seine Menschen (1987)
- Landleben in Ostpreußen
- Wir binden den Plon
- Geheimnis des Doktor Nikolaus, Schauspiel um Kopernikus

## Genealogie
- Erich von Lölhöffel: Lölhöffel-Lelewel, eine preußisch-polnische Familienverbindung. In: Altpreußische Geschlechterkunde. Neue Folge (APG Neue Folge), Band 5. Hrsg. Verein für Familienforschung in Ost- und Westpreußen e.V., Hamburg 1967–1968.
- Walter von Hueck, Friedrich Wilhelm Euler: Genealogisches Handbuch der Adeligen Häuser. B (Briefadel). 1972. Band X, Band 52 der Gesamtreihe GHdA,  C. A. Starke, Limburg/Lahn 1972. ISSN 0435-2408